# 晓美焰
曉美焰（日语：／ Akemi Homura ?），是日本電視動畫《魔法少女小圓》的女主角之一。曉美焰亦在動畫電影《劇場版 魔法少女小圓》、若干衍生漫畫以及同名衍生商品中登場。日語版動畫的配音員是齋藤千和，英語版為克里斯蒂娜·薇。舞台劇真人演員為河田陽菜（平假名櫸坂46）。
曉美焰的造型概念由蒼樹梅發想、岸田隆宏進行細部的人物設定。悽絕的演出使她享有極高的人氣，並因此榮登NHK「近50年最受歡迎女主角」評選第2名。曉美焰被廣泛視為最複雜、極端的近代虛構人物之一。
2019年，俄國花滑奧運銀牌梅德韦杰娃以曉美焰Cosplay式樣參演日本電視廣告。

## 設計
根據編劇虛淵玄的構想，曉美焰在《魔法少女小圓》被賦予巴麻美之外另一名資深魔法少女的地位，在麻美死亡後，負責牽引故事的真相。如果說主角鹿目圓是「最晚成為魔法少女，最後卻突破結構、重新啟程的角色」，那麼曉美焰就是「懷揣難題，人生止步」的角色，其故事結構已被寫死，並被賦予「受困於無限輪迴之中」的結構。在故事的最初，曉美焰是綁着兩條麻花辮，戴著紅色粗框眼鏡的內向女孩，與性格開朗的鹿目圓有著極大差異。另一個與鹿目圓的鮮明對比是，曉美焰的家人完全沒有出現，因為虛淵玄認為「描寫焰的家人，與鹿目家族對比」是毫無必要的。小說版的補充提到，曉美家的雙親長年在海外工作，以便籌集曉美焰先天性心臟病的鉅額醫療費。
曉美焰的概念色彩為黑色，有一頭漂亮黑長髮，戴著髮箍。變身後的服裝近似女校制服，雙腿著黑色褲襪，圓形盾牌內嵌沙漏與「四次元口袋」。靈魂寶石呈紫色，變身時裝備於左手腕。漫畫版的盾牌則是菱形。武器由動畫製作人員設計，但最終話的日式長弓是蒼樹梅繪製的。在最終話第三部份（C-PART）出現的黑色翅膀是劇團狗咖哩的創作，虛淵玄讚賞其增添了「深度與神秘感」，他的劇本也以「傳福音者」描述動畫結局的曉美焰－因其為世界僅存的「知道鹿目圓」、理解其重要性的人
。基本上，《魔法少女小圓》劇中的魔法少女都有源自《向陽素描》人物的原型，但曉美焰是唯一的例外。隨著動畫系列劇情推進，焰的外型已有多次劇變。
僅經過首次試鏡，齋藤千和就取得曉美焰的角色。齋藤回憶，其他的配音員都比自己年輕，且當初最競爭角色是丘比（QB）。由於虛淵玄的強力推薦，因此齋藤被拔擢演出「裏主角」的曉美焰。由於齋藤沒有先讀劇本的習慣，因此一直對《魔法少女小圓》懷有「可愛的作品」的印象，角色性格直到第6至8話的演出時才完全固定。
曉美焰在設定中是戰鬥力最差的魔法少女，但也是唯一保持100%戰鬥生還率的魔法少女。只有魔女之夜（最強的魔女）與巴麻美曾打敗魔法少女的曉美焰。動畫版共遭遇24場戰鬥或衝突，次數居眾人之冠，涵蓋隻身戰鬥16次，其中包括勝利：11次；中斷或勝負不明：8次；敗北：5次。
圍繞著姓名與象徵，許多密碼分析考據充斥於官方與非官方資訊。劇場版［新篇］數次出現火蜥蜴沙羅曼達的圖騰代表曉美焰。另根據ClariS的Clara所說，《魔法少女小圓》的片頭曲「Connect」就是代表曉美焰的心情的歌曲。

## 特色

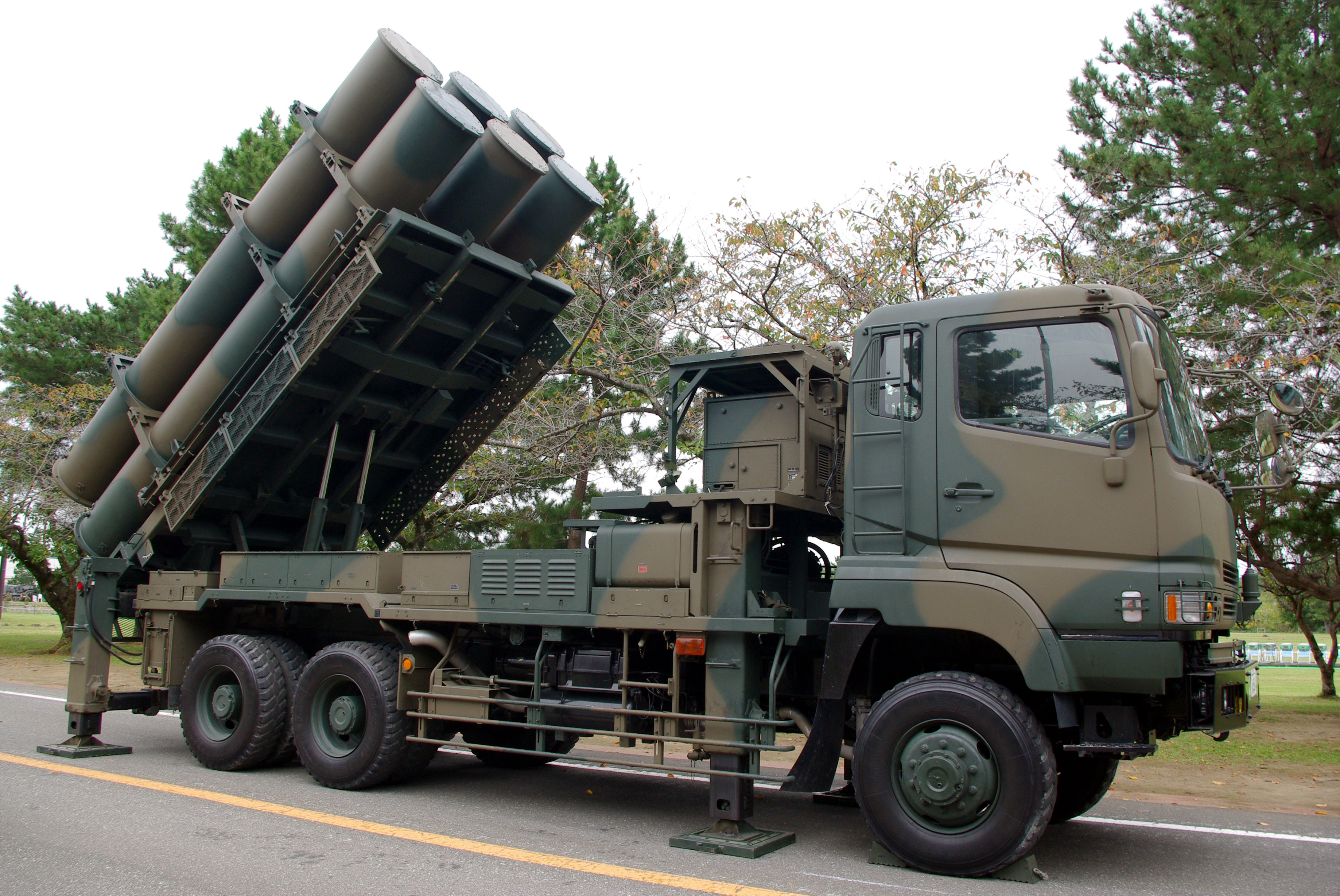
曉美焰「大量使用」88式陸基反艦飛彈的翌日，陸上自衛隊第6陸基反艦飛彈連隊宣佈解散。

曉美焰來自與正篇故事的「現在」不同的未來時間軸，是鹿目圓的朋友。從魔法少女締約的願望獲得了「時間操作」的魔法，使用軍事武器與魔女作戰。變身之後，焰的紫色靈魂寶石會成為手背上的飾品。與其他魔法少女不同，不具備攻擊性的武器、魔法，僅擁有左手臂的盾牌與沙漏，可做為防具，並干涉一定的時間及收納大量物品，也能進行時間旅行。在漫畫中，曉美焰的靈魂寶石為手錶形式，盾牌則是菱形，內部鑲嵌時鐘。
曉美焰起初以高爾夫球桿為武器，接受巴麻美訓練後，開始裝備各式軍火。除了常用的貝瑞塔92手槍、沙漠之鷹手槍、FN Minimi輕機槍之外，也運用二戰德軍使用的MP40衝鋒槍和MG42通用機槍、若干炸彈（IED、手榴彈、閃光彈、C4炸药）、地雷（FFV-013定向雷、M18A1闊刀地雷）、油罐車以及Vectronix觀測機發動攻擊。為了迎戰魔女之夜，曉美焰加碼動用AT4反坦克火箭筒、RPG-7、戰斧巡弋飛彈、88式陸基反艦飛彈以及M72輕型反裝甲武器（僅漫畫版）等反坦克武器。曾有影迷考據，僅役的軍費總額高達13億8304萬300日圓（2011年幣值，含曉美焰常備武裝57萬1300日圓）。
曉美焰的多數軍火是潜入黑道帮派及军队窃取而来，因此涵蓋大批自衛隊與駐日美軍現役武器。第11話、最終話播畢翌日，搭載88式陸基反艦飛彈的日本陸上自衛隊第6陸基反艦飛彈連隊恰巧宣布解散，引發了「焰盜走軍火，致使陸自連隊解散」（第6地対艦ミサイル連隊解隊の遠因）的趣談。
在《魔法少女小圓》的系列作品中，存在著魔法少女「魔女化」的設定。曉美焰是唯一擁有2種魔女型態的角色，在《魔法少女小圓 PORTABLE》是此岸的魔女，在劇場版《［新篇］叛逆的物語》是胡桃鉗魔女。隨著劇情推進橫跨原作電視動畫、劇場版［前篇］［後篇］［新篇］，焰的型態與性格發生了多次劇變，依外型可粗分為：
- 普通少女：眼鏡娘，髮型是兩條麻花辮，戴著髮箍[26]，俗稱麻花焰。
- 魔法少女：其一為眼鏡娘，使用冷兵器與熱兵器[26]。其二為黑長直，此後不戴眼鏡，不使用冷兵器[27]。其三俗稱髮帶焰（リボン ほむら），黑長直，髮箍、武器分別換成鹿目圓的紅色髮帶、日式長弓。背上有白色或黑色翅膀[28]。
- 魔女：其一俗稱喪服焰（喪服 ほむら），歌德蘿莉，穿著黑色洋裝，戴著髮箍。雙眼充血會流出鬼腳圖。其二為胡桃鉗魔女，巨大化[29]。
- 惡魔：其一俗稱惡魔焰（悪魔 ほむら），巨大化，穿著無袖的黑色晚禮服，雙腿著高跟鞋與過膝襪。背上有黑色羽毛翅膀，影迷推估身高約24公尺。其二為黑長直，臉上有黑眼圈，曾短暫配戴紅色髮帶，其餘與第2種魔法少女外型無異[30]。

曉美焰的魔法能力在續作［魔獸篇］與［新篇］另有變動，詳見#劇情章節。她也在官方同人漫畫《魔法少女小焰☆田村〜平行世界不一定總是平行的〜。》與《魔法少女小圓 小焰復仇記!》擔任第一主角，若干細部特色與前述（原作動畫）不同。

## 劇情

### 魔法少女小圓
曉美焰在第1話首次出現於鹿目圓的夢境當中，並於隔天轉入圓的班上。此後，焰反覆警告鹿目圓不要與丘比（QB）交換契約。有撥弄長髮的習癖。登場之初貌似反派角色，其後像是批判鹿目圓天真個性的諍友，隨著故事推進，逐步揭露其過往秘密，成為形象數度劇變的角色。
在最初的時間軸中，曉美焰是個近視、體能不佳、膽小懦弱、認為自己什麼都做不到的自卑女孩。某一天，她被魔女攻擊時，因鹿目圓、巴麻美的及時出現而僥倖脫險，自此憧憬做為魔法少女的鹿目圓。後來，在麻美與圓死於最強的魔女－「魔女之夜」的手下後，焰許願「我想要將與鹿目同學的邂逅重新來過，並且不再是被她保護，而是成為保護她的人」，與丘比締約。此後，為了改寫見瀧原毀滅、魔法少女死亡的悲劇，在同一段時間裡不斷輪迴，並於某次時間軸得知魔法少女的本質與丘比的原型，見證鹿目圓化身為「救濟魔女」，世界末日倒數的結局。歷經多次失敗，確信無法說服其他人、無法與其他魔法少女合作之後，焰決心不再依靠任何人、由自己打倒全部的魔女。焰自此不再戴眼鏡，髮型從麻花辮改為黑長直。
焰對於圓的感情，最初只是單純的友情，但在歷經無止盡的時間輪迴與失敗後，形成了只在乎圓的安危的價值觀。由於屢次目睹圓的死亡，焰的外在性格越來越冷酷無情，只為避免「魔法少女小圓」的出現與犧牲而展開行動。幫助其他人，也只是為了使圓開心。圓的朋友，與焰對立的美樹沙耶香在全劇中盤一語道破：
|                            | 妳的眼神放棄了一切……（中略）……口口聲聲說為了我，其實心裡另有盤算吧？ |
| ——美樹沙耶香 電視動畫第8話 |                                                                      |

在接近100次的輪迴過程中，鹿目圓始終擺脫不了死亡的命運。在正篇故事的「現在」時間軸，丘比推論，曉美焰為了圓穿越無數平行時空，使圓纏繞了大量因果，一手促成圓成為最強魔法少女／最兇惡魔女的資質。由於佐倉杏子死於丘比的詭計，此時的焰被迫以極低勝率獨自迎戰「魔女之夜」。焰發動時間暫停魔法，運用油罐車與一系列炸彈、反坦克武器與之交戰，但再度敗北、身受重傷。由於陷入「無法獨自擊倒魔女之夜」、「纏繞無數因果的鹿目圓定必成為殺之不盡的QB 一族最大目標」的困境之中，再加上焰自己惡化此事態的事實，焰感到絕望並放棄時間輪迴，任由靈魂寶石急遽混濁。最後一刻，得知一切真相的圓現身戰場，許下「由自己親手將過去、現在、未來的所有魔女在誕生前消滅」的願望，改寫了宇宙法則，成為魔法少女並昇華為「圓環之理」（円環の理；Law of Cycles）概念的存在。

在最終話由「圓環之理」重新構築的世界中，曉美焰是唯一清楚記得鹿目圓的人，但也喪失原有的魔法及盾牌，頭上的髮箍換成圓送她的緞帶（漫畫版中，用緞帶綁成雙馬尾）。為了守護這個鹿目圓為之付出的世界，曉美焰繼承圓的意志繼續地戰鬥，使用與圓相似的日式長弓，背後能長出像「圓神」一樣的羽翼，並獲得了新魔法「記憶操作」。故事尾聲的某日夜晚，焰不禁對丘比敘述「自己的傳說」－即世界重組前的種種事情。
曉美焰在動畫的最後身姿，定格在隻身與魔獸作戰的異國沙漠中。背上的白色羽翼變成巨大的黑色翅膀，開戰前聽到了鹿目圓對自己說：「加油！」的聲音。

#### ［新篇］叛逆的物語

決心自殺的曉美焰。

故事發生［魔獸篇］之後。在［新篇］叛逆的物語的開頭，轉學後的曉美焰，與魔法少女鹿目圓、美樹沙耶香、佐倉杏子、巴麻美及其好友蓓蓓一起，與夜晚出沒於見瀧原的怪物—夢魘（Nightmare）作戰。日復一日，焰逐漸產生「有哪裡不對勁」的感覺。不久焰逐漸察覺圓、沙耶香與其實是「不應存在的存在」，此時此地完全迥異「圓環之理」當初構築的世界。
歷經與「零食魔女」、麻美、沙耶香等人的衝突後，焰終於得知自己已是魔女、眾人同受「記憶操作」魔法蠱惑、此處則是魔女結界－捏造的見瀧原（偽街；false town）的事實。丘比在電視動畫最終話從焰口中得知了「舊世界的存在」「鹿目圓」「魔女」等重要資訊，表面上漫不經心，實際上則另有圖謀。歷經「魔獸篇」事件更確信「舊世界」果然曾經存在。魔女結界-捏造見瀧原的產生，其實是丘比一族的「實驗」，目的是從焰的身上觀察其魔女化的過程、解析圓環之理並阻止圓救贖焰，從而回復比「擊倒魔獸回收能量」更具效益的「魔法少女變成魔女時，希望化為絕望瞬間產生的情感能量」的舊世界因果律。焰決心阻止此一陰謀，隱藏圓的存在，意圖在完全魔女化之後自殺以迴避圓環現身及其引導。然而，最終藉由其他魔法少女們的活躍，焰被救出結界，丘比的計畫破滅。鹿目圓取回了圓環之力出現在焰的面前。在將受接引的前一刻，焰出於強烈而扭曲的「愛」叛逆了圓的救贖，反過來將鹿目圓「做為人類時的記錄」從圓環之理強行分離，再度改寫宇宙法則、重新構築一個由焰所支配的新世界。
做為脫離圓環的存在，曉美焰自誇為令神墜落、與魔法少女為敵的惡魔。「fort/da」遊戲的粉紅線軸與靈魂寶石的碎片、加上人類感情的極致，一同構築了封印小圓力量的黑暗寶玉（ダークオーブ；Dark Orb）。眾人再因「記憶操作」忘卻前事且被賦予「重返人間」的生活，焰則與「從美國歸國的轉學生鹿目圓」相逢。除了立場對調，一切宛如《魔法少女小圓》正篇故事的開頭。

### 魔法少女小圓 〜The different story〜
做為原作動畫的外傳漫畫，本作與正篇故事「現在」的時間軸相同，曉美焰採取了疏遠巴麻美、美樹沙耶香的態度。為了迎戰魔女之夜與佐倉杏子聯手合作。在沙耶香魔女化、麻美與杏子產生衝突時，焰基於過往的經驗，採取完全旁觀的立場。
在最終話，麻美因為杏子的死亡，失去活下去的目標。此時，焰提議由麻美完成她與杏子的約定，一同對抗魔女之夜。但麻美隨後自盡，導致不知情的鹿目圓締約成為魔法少女，宣告焰在此次時間軸的行動失敗。

### 魔法少女小圓 ［魔獸篇］
在原作結局「圓環之理」的影響下，曉美焰成為唯一記得鹿目圓的魔法少女，且失去操控時間的魔法（盾），代之以操控記憶的魔法（長弓）。與過去的時間軸相同，焰仍是見瀧原中學的轉學生，但入學時間延遲了3週。在巴麻美團隊首次與涅槃魔獸衝突後登場，見到美樹沙耶香因魔力用盡，被圓環之理引導而消失（如原作最終話）。其後，焰與生還的麻美、潛入學校的佐倉杏子重組3人團隊，討伐日趨猖獗的魔獸。
在一場戰鬥敗北後，焰發現自己的大量魔力、圓的信物（緞帶）皆已被魔獸奪走，且沒有魔力恢復手段。歷經一連串遭遇後，焰得知了魔獸奪取自己情感能量的目的、魔獸已獲悉「舊世界因果律」及「鹿目圓」之存在，以及自身「對圓的情感」已被魔獸取走大半的事實。焰產生強烈的自我懷疑，陷入深刻的絕望。然而，為制止一頭失控的變異魔獸肆虐城市，焰最終自「魔獸鹿目圓」身上取回所有魔力、情感及記憶，也想起自己擁有新魔法「操控記憶的弓」、繼續持有「操控時間的盾」的事實。隨著手中的盾牌意外打開異次元之門，焰又發現「摧毀盾牌」戰勝魔獸的法門。
隨著事件解決，在圓環之理的影響下，時間回溯至沙耶香陣亡時（如原作最終話），焰也不再記得［魔獸篇］所經歷的故事。惟有丘比（QB）以私藏盾牌碎片保存了記憶，並據此開始設計「實驗」，從而引發日後［新篇］的種種事件。

### 魔法紀錄 魔法少女小圓外傳
以原作電視動畫第10話中，戴著眼鏡、三股辮髮型的姿態登場。在這個時間軸，雖已知道魔法少女的真相和丘比的真面目，但沒有向同伴託出。此時的焰，不同於原作電視動畫的焰，彼此無關。(本作的世界是處於圓環之理已經誕生的狀態。理論上成為圓環之理的圓會現身於無限個平行宇宙、任何過去及未來的時空中，淨化所有即將變成魔女的魔法少女，但在某一個平行宇宙中，由於環彩羽造成的一系列蝴蝶效應使得本作的世界無法被圓環之理干涉，因此本作與原作小焰的任何一次輪迴都毫無關係)
在與「班長的魔女」的戰鬥中，發動停止時間的魔法時，見到環羽衣模樣的幻影，其聲稱「若想要改變命運，就到神濱市來。因為這裡的魔法少女都會得救」，自此開始關心神濱。其後，為了尋找失踪的巴麻美，與鹿目圓一同造訪神濱，並結識環彩羽一行人，結為好友，共享情報。回到見瀧原後，一度被阿莉娜·格雷關在結界裡。受到佐倉杏子協助、逃脫後，結隊攻入神濱。最後在Hotel Fenthope（ホテル・フェントホープ）崩壞之後，與眾人對抗被Magius召喚到神濱市的最強魔女－魔女之夜。
在電視動畫版第1季，只在片頭曲畫面現身。

### 魔法少女小織
雖原作動畫未提及，但漫畫外傳《魔法少女小織》是曉美焰多次輪迴的時間軸之一。本次輪迴，焰以同班同學的身分與鹿目圓相處，且已放棄配戴眼鏡。虽然得知見瀧原正在發生「獵殺魔法少女」的風波，但采取放任不管的态度，只為專一的守護著圆。與正篇故事「現在」的時間軸相同，焰全力疏遠巴麻美。
儘管「不讓鹿目圆締約」的目標與本作主角美国織莉子相同，但2人作法相左，成為彼此敵對的存在。故事尾聲，織莉子對圆發動攻擊，焰與魔法少女巴麻美、佐倉杏子、千歲由真共同作戰，擊敗了織莉子。但死前的織莉子仍成功擊斃遠在牆外的圆，焰因此帶著懊悔與悲痛繼續踏上時間的輪迴。

## 影響

### 製作評論
曉美焰放棄追求別人的理解，以沈默寡言、冷酷的態度待人接物，但心中始終保留一部分的溫柔。根據齋藤千和的解說，曉美焰企圖殺害美樹沙耶香時內心相當動搖，隨後展露歇斯底里的表現。齋藤也認為，乍看強勢的焰仍存在女性特有的纖纖弱質。焰的英文版配音員克里斯蒂娜·薇曾於2012年受訪時稱，曉美焰是她所扮演過「最複雜的角色」（the most "complex" character）。
對於曉美焰的魔法強弱，一些工作人員看法出現分歧，負責撰寫劇本的虛淵玄認為她與一般人沒有兩樣，而系列導演宮本幸裕則認為她在魔法少女位居後段，但比一般人稍強，配音員齋藤千和認為焰是最弱的魔法少女，鹿目圓的聲優悠木碧則說焰沒有任何魔法攻擊能力。
劇場版［前篇］［後篇］上映時，虛淵玄在德國《AnimagiC》雜誌的專訪中提到：「如果沒人知道焰的能力，焰是最強的」。在一年後上映的劇場版［新篇］中，事先知道焰「時間操作」能力的巴麻美就打敗了焰。2014年8月，虛淵在美國日本博覽會替一名影迷的海報簽名時寫下了“Homura is the best girl”（焰是最棒的女孩）。
對於曉美焰在劇場版［新篇］的演出，虛淵玄主張，曉美焰所構築的「捏造的見瀧原」（偽街；false town）雖本質上是自導自演、辦家家酒的魔女結界，但這個「5人同在的安逸世界」可說是她潛意識中的真正心願。至於焰的「叛逆」則是「擺脫迷茫」的表現。此種角色劇變的前例之一，可參考《星際大戰》系列中安納金·天行者成為黑武士的經典情節。
首映前的官方預告形容曉美焰為「成績優秀 端正美麗 運動萬能的轉學生」。電視動畫首播完結後，SHAFT公司於2011年4月推出了下一部作品《瑪莉亞†狂熱》第2季動畫版，該作第4話結尾「附送」花絮安排捏他本作第10話的第4次輪迴，影射曉美焰「有成為史上最糟傲嬌妹的潛質」。
2019年7月5日，SHAFT公司社長久保田光俊、配音員齋藤千和在美國洛杉磯Anime Expo活動中宣布《魔法少女小圓》本篇故事還沒結束，且曉美焰仍將回歸。

### 人物評價
香港作家湯禎兆認為曉美焰的經歷實屬「歷史循環論」史觀的反映。日本文學批評家山川賢一分析指曉美焰代表了宿命論世界觀，而且「與『正義之人』鹿目圓相比，『愛之人』曉美焰的正義感十分淡薄」。美國動畫新聞網的貝爾奇（Zac Bertschy）認為曉美焰獨挑大樑的第10話是「系列最強大的一集」並因此身居「最關鍵角色」。洛杉磯週刊的奧哈內西安（Liz Ohanesian）稱曉美焰具有「神秘之美」也是「有趣的轉學生」。Ain't It Cool News的格林（Scott Green）描述曉美焰是一位「冰山美人」「擁有華麗的頭髮，令人眼花繚亂的學術實力和驚人的運動能力」。Otaku USA的青木（Ryotaro Aoki）評價道「焰是一名堅忍的角色」。來自THEM Anime Reviews的徹盧西（Jacob Churosh）進一步提出「儘管悠木碧的鹿目圓也很出色，但齋藤千和的曉美焰更勝一籌，其孤高冷酷的假面以驚人的速度崩潰後，導致她自我偽裝的悲劇根源引人不住深掘。」；瓊斯（Tim Jones）補充道「焰與杏子擁有本系列最發達的背景故事」。美國Kotaku網站的安納斯塔西奧（Cecilia D'Anastasio）認為「曉美焰是最棒的女孩」「她擁有許多美德，像是力量與同情心」。其他評論家如艾森拜斯（Richard Eisenbeis）指稱，基於曲折的情節與人物動機，重看本作便會「發現一個屬於曉美焰的、而非鹿目圓的嶄新故事」，他認為焰相當於「一個瘋狂世界中唯一理智的人」，其台詞往往具有雙重含意，唯有二度觀賞才能去體會。
動畫大師、《新世紀福音戰士》之父庵野秀明讚揚「第10話對曉美焰的描寫非常出色」。
The Fandom Post網站的貝弗里奇（Chris Beveridge）給予曉美焰詳盡、積極的評論，他寫道：
只要將敘述視角轉移到焰的身上，你就能對她的巨大痛苦感同身受。直到此前，她都仍是個體面的冷酷角色，但她遠非僅只於此。將她視為簡單的角色是幾乎不可能的，因為觀眾理解她的痛苦與動機，從她成為魔法少女前，到她無數次目睹鹿目圓在她人生中的無盡存在後。誠然，討伐地球最強魔女是本系列的一大重點，但「焰對圓的付出犧牲」與「圓不知情」則使一切更加刻骨銘心。——Chris Beveridge, The Fandom Post.
劇場版［新篇］的發展也讓曉美焰與受虐人格障礙、PTSD的關係引起熱議。湯禎兆認為焰的結局滿足了網路世代「把個人自我無限擴大」的思考習性。「叛逆」者曉美焰的人物描寫受西方評論家普遍歡迎。貝弗里奇（Chris Beveridge）稱讚道「焰一直是我眼中的關鍵角色，是我觀看的原因，她很好地主宰了這部電影」。Kotaku的中村（Toshi Nakamura）表示「曉美焰的一切選擇都自願的、有意義的」；艾森拜斯（Richard Eisenbeis）回應稱「焰是一個偉大的角色，電影對本系列是有價值的補充」。相反地，查普曼（Jacob Chapmam）嚴厲批評曉美焰的最終結局，稱其「破壞角色個性」「惡魔焰獲得了悲慘、空洞的勝利」。洛夫里奇（Lynzee Loveridge）寫道「我喜歡電影中的焰，但討厭其結局」。
日本知名藝人DAIGO與北川景子夫婦評論晓美焰有「壯烈的愛」「美好的愛」「恐怖的愛」，據稱北川更萌生了「想成為曉美焰」的念頭。雙人歌唱組合ClariS的Karen也自稱是曉美焰的支持者。

### 學術解讀
以Goodreads的布魯（Jed A. Blue）為代表的西方評論家認為，本系列以「曉美焰的權力意志」構建了尼采哲學價值體系。曉美焰在劇中常與尼采元素一同出現，如焰的使魔口說尼采名言（上帝已死），焰的遮陽傘傘柄的魔女文字指向尼采的永恆輪迴論。所謂永恆輪迴，就是不斷反思自己、質疑最終救贖而成為「超人」的艱苦道路，焰的角色歷程也是如此。焰的酒杯溢滿了酒，則是影射「酒神-日神精神」的彩蛋。諸如「惡魔」的理念、「惡魔」重組世界的邏輯，皆與《悲劇的诞生》、《查拉图斯特拉如是说》等尼采著作有若干符節。總體上，曉美焰是一個異常複雜的人物，她將「惡魔」與「愛」同時具像化，成為矛盾與對立的化身。在大多數的道德體系中，她的所作所為都是錯的，但卻又把所有事情都做對了。
劇場版［新篇］的「fort/da」遊戲典出弗洛伊德的《超越快樂原則》，其本質是幼童對母親消失的補償，也是自虐的基本形式之一。評論者分析，基於近百次的時間輪迴、繼承堅強母性的圓焰親子肢體關係、加上原作結局圓焰兩人後會無期，這些遭遇與發展驅動了曉美焰的自虐行為與自虐心理，並使曉美焰成為心理學象徵中的「鹿目圓的女兒」。
此外，劇中的「慾望秩序問答」也是鹿目圓、曉美焰分別代表現實原則、快樂原則的重要依據（metapsychology）。

### 相關活動

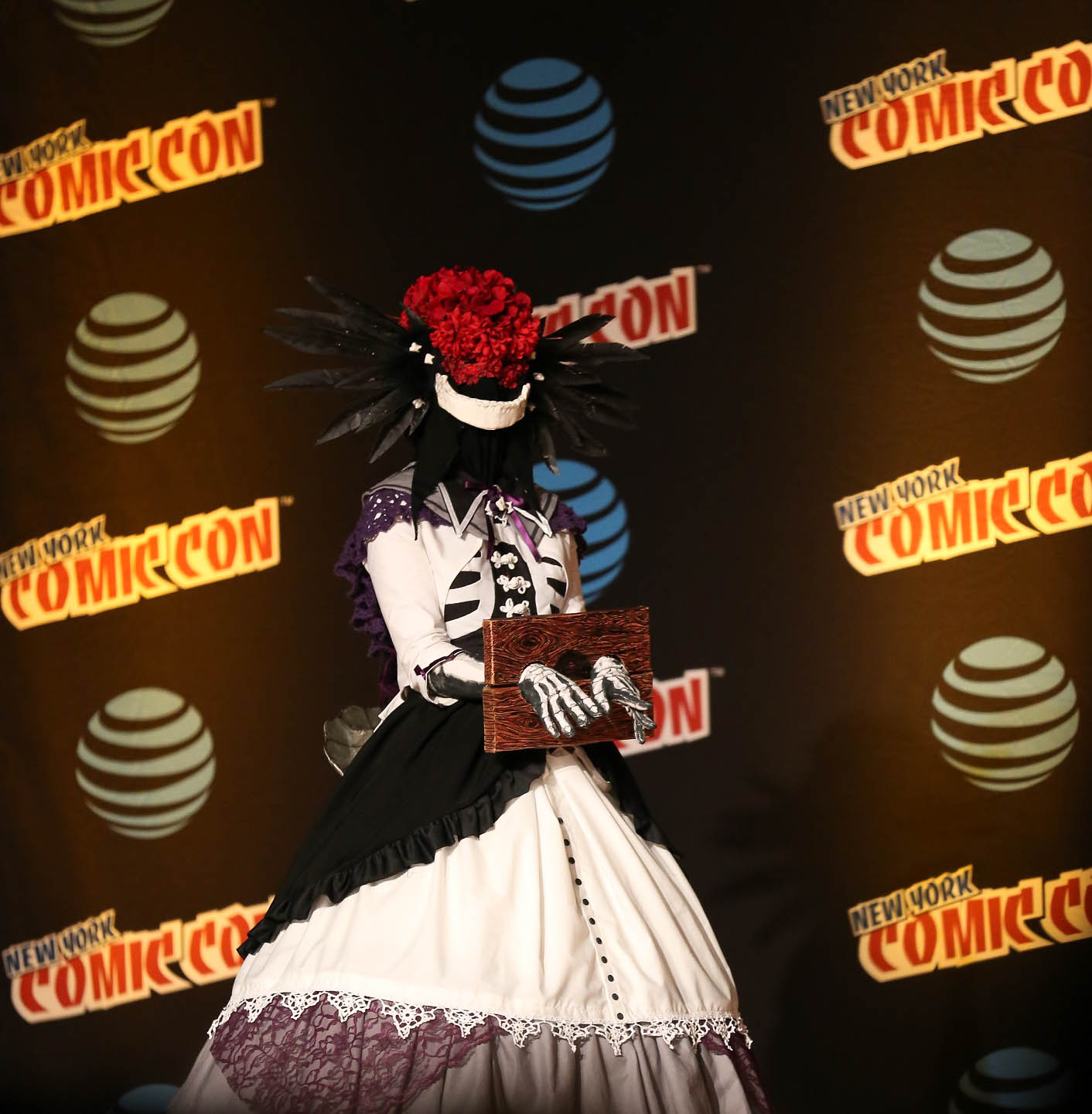
美國影迷扮演「胡桃鉗魔女」榮獲2016年紐約動漫展Cosplay比賽第3名。

鹿目圓及曉美焰「誰是真正的主角」引起許多討論。有些影迷稱曉美焰為「轟姆轟姆」（ほむほむ），雖然在劇情中沒有這種場景。在2012年2月22日到3月4日舉辦的第15屆日本新媒體動漫藝術節作品展中，在東京都港區會場上展示了由梅賽德斯-賓士所提供、並且繪製有《魔法少女小圓》圖樣的Smart痛車，其中所挑選的人物圖案即為已經變身成為魔法少女的鹿目圓以及曉美焰。在同年5月三麗鷗則與Magica Quartet展開合作，發表了以魔法少女裝扮的鹿目圓與曉美焰為基礎設計的My Melody圖樣，並且計畫在7月中旬推出包括玩偶、皮夾等一系列延伸產品進行販售。
儘管曉美焰曾在《魔法少女小圓》劇中盜取駐日美軍諸多軍械，但仍受到自衛隊、美軍相關人士的歡迎。曾有陸上自衛隊隊員在AH-1眼鏡蛇直升機機身彩繪曉美焰的圖形，亦有駐日美軍在出勤的悍馬軍車擺放「Q版曉美焰」插畫，並標註“I will Save You”標語呼應其角色精神。2014年，一名佛羅里達州出身的退役美國海軍陸戰隊隊員buckybean（ばっきぃびーん）在Twitter公開自己穿著COSPA曉美焰T恤的照片。
繼佐倉杏子之後，曉美焰於2012年被選為「導盲犬普及支援」的主題人物。在同一年，一名韓國男子在電視節目宣布「將與曉美焰結婚」。另外在慶祝《劇場版 魔法少女小圓》上映而舉辦的角色名言前15名投票中，包括第10話所說的「約定好了！絕對會去救你的！」與「再也不依靠任何人，也不需要讓任何人理解。」都被票選其中，並且分別排行在第8名、第10名。
2015年2月，在擁有200萬造訪人次的北海道最大活動札幌雪祭中，《叛逆的物語》與《SNOW MIKU 2015》推出合作紀念品，概念圖樣是互換服裝的曉美焰與雪初音。
在2019年5月播出的中國中央電視台CCTV-4「亞洲 文明之光」節目第2集中，特別剪入鹿目圓與曉美焰的cosplay活動片段介紹「日本文化優勢」。

#### 獲獎紀錄
在一些獎項與排名中，曉美焰曾獲得2011年Newtype×Machi★Asobi動畫獎（ニュータイプアニメアワード）虛構角色賞（女性），2013、2014年獲選同一獎項之第4名。曉美焰還獲選為2011年Animage Grand Prix Editors Choice最佳動畫女性角色。在2011年12月由《Megami MAGAZINE》舉辦的最佳配對組合排名中，讀者投票的結果為鹿目圓對上曉美焰的組合排行第1名，並且整整比第2名還多出兩倍的票數。
2013年，NHK紀念電視動畫開播50週年的「最受歡迎的女主角」調查（わたしの大好きなヒロインたち）中，曉美焰排行第2名（囊括14%選票；初選時為第1）。2014年，NTT用戶票選曉美焰為最佳黑髮女主角第5名。曉美焰被認為是SHAFT公司最受歡迎的女主角之一，2016年，她在「10大SHAFT女英雄」中獲選第2名。日語版配音員齋藤千和由於對曉美焰的傑出刻劃，獲得了2011年Newtype×Machi★Asobi動畫獎「女配角演員獎」。英文版配音員克里斯蒂娜·薇也藉此提名第1屆BTVA Voice Acting Awards最佳電視女主角獎。
美國動畫新聞網的洛夫里奇（Lynzee Loveridge）將曉美焰排在「8大時間旅行女英雄」的第1位，理由是「為了拯救她最好的朋友、最後是拯救世界，焰不斷地重溫悲劇。如果焰因無意中造成她希望阻止的情況而被譴責，那麼，成功摧毀魔法少女絕望系統的她也應該被『譴責』。」她還將曉美焰列為「7大殘忍神明」的第2名。加拿大WatchMojo.com的克利-麥金（Alex Crilly-McKean）將曉美焰列為「比英雄更棒的10大動漫人物」第1名，理由是「這位傷痕累累的年輕女士的犧牲，使她成為該劇的無名英雄。」 貝恩（Oscar Pearson Bang）也將曉美焰列為「10大動漫狠角色槍手」第5名，理由是「曉美焰賦予『過度保護』以全新意義。」
2018年6月，Crunchyroll將曉美焰列為「最不幸動漫角色」排行榜第3名，作家梅加斯（Nicole Mejias）注意到她的悲慘命運與「獨自生活並陷入無盡循環」的處境。
最萌大賽
曉美焰被選為2011年度韓國最萌大賽的冠軍、臺灣網路論壇PTT「C洽最萌大賽」的準萌主（第2名）。
由於中國灌票與分組棄保效應，曉美焰於2011年、2013年皆未入圍日本網路論壇2ch舉辦的動畫最萌大賽（アニメ最萌トーナメント；人氣動畫女角評選），分別敗給御坂美琴與鹿目圓。但其在2013年的決賽仍獲得1,120票（無效票），遠超優勝者（第1名）鹿目圓的277票。在2014年12月初，曉美焰首次獲得了分組晉級，但仍在八強賽事負於宮永咲。

### 商品銷售
因為曉美焰為魔法少女的主要角色之一，在《魔法少女小圓》的藍光光碟以及DVD光碟第1卷、第5卷以及第6卷的封面包裝中出現。
另外在《魔法少女小圓》動畫播出後，許多相關商品也陸陸續續推出，這包括有手提包、T恤、護身符、化妝鏡、打火機、月票套、鑰匙圈、手機配件、抱枕、墊子、枕頭套、毛巾、滑鼠墊等商品。
許多與曉美焰相關的玩偶也陸續推出，其中主要設計人形玩偶的Good Smile Company分別推出過數款figma人偶與黏土人玩偶。在2011年時由Good Smile Company公布的銷售排行榜之中，黏土人模型排行第4位，figma人偶則是第6位。除了Good Smile Company以及旗下子公司曾推出曉美焰的人偶外，包括Medicom Toy、Wave、Movic和萬代等公司也有推出相關人形產品。在2013年5月28日朝日飲料與Magica Quartet展開合作，在特定的便利店推出了4款外表有著曉美焰等《魔法少女小圓》主要角色圖案設計的三矢汽水。

### 同人作品
曉美焰在許多《魔法少女小圓》的同人遊戲中作為主要角色出現，其中較為著名的包括有同人社團黃昏邊境開發的橫向動作遊戲《悲傷綜合症》、角色扮演遊戲《世界中的迷宮丘比》（世界中の迷宮べぇ）、線上射擊遊戲《QB狩獵Online》（QB狩りオンライン）以及同人社團開發益智遊戲《小圓★Etoile～嘆息之輪舞曲～》（まどか★エトワール ～嘆きの輪舞曲～）。其他與曉美焰有關的同人遊戲還包括有縱向射擊遊戲、操控角色躲避子彈的、操控焰攻擊使魔的《小圓☆迷宮》（まどか☆メイズ）等。

## 延伸閱讀
- Greenwood, Forrest. . Mechademia. November 2015, 10: 195–207. doi:10.5749/mech.10.2015.0195.
- A. Blue, Jed. . March 2015  [2019-01-25]. ASIN B00V7PPX5E. （原始内容存档于2021-03-14）.
- J. McAfee, Brian. . 2016. ISBN 978-1537307732.

## 外部連結
- http://www.madoka-magica.com/tv/character/index.html （页面存档备份，存于）（日語）
- 互联网电影数据库（IMDb）上「曉美焰 （页面存档备份，存于）」的资料（英文）
- 角色/曉美焰 - KomicaWiki[永久]（中文）